# HD 37138
HD 37138，又名BD+33 1102，SAO 58263、HR 1904，是一颗恒星，视星等为6.33，位于銀經175.19，銀緯1.02，其B1900.0坐标为赤經5h 31m 10.3s，赤緯+33° 1.02′ 50″。